# Rosanne Cash
Rosanne Cash (Memphis, 24 mei 1955) is een Amerikaanse countryzangeres en songwriter.

## Biografie
Rosanne Cash is de oudste van de vier dochters van de countryzanger Johnny Cash. Na de scheiding van haar ouders woonde ze met haar moeder Vivian Liberto in Californië. Aansluitend aan haar schooltijd voegde ze zich bij de Johnny Cash Road Show, waarbij ze drie jaar werkte als achtergrondzangeres.
In 1975 bracht Rosanne Cash een jaar door in Londen, waar ze werkte in het bureau van Columbia Records, waar haar vader onder contract stond. Er volgden enkele semesters toneelstudie aan Amerikaanse universiteiten en instituten. In 1978 produceerde ze in München voor Ariola Records het album Rosanne Cash. Een jaar later nam ze het album Right or Wrong op voor Columbia Records. Producent was de zanger-songwriter Rodney Crowell, met wie ze iets later trouwde en die ook haar volgende albums produceerde.
Right or Wrong was met inbegrip van enkele singles van dit album slechts gemiddeld succesvol. In 1981 bereikte Cash met Seven Year Ache haar eerste carrière-hoogtepunt. Het album werd onderscheiden met een gouden plaat en alle drie singles uit het album plaatsten zich in de top van de countryhitlijst. De voor het grootste deel door Cash geschreven songs werden steeds meer persoonlijker en autobiografischer. Dit werd bijzonder duidelijk bij het door haarzelf geproduceerde sombere album Interiors met songs als On the Surface en Mirror Image, dat in 1990 kort voor haar scheiding ontstond.
Ook het volgende album The Wheel uit 1993 had een kenmerkend autobiografisch karakter, ook hiervoor schreef Cash de songs zelf. Het pop-georiënteerde The Wheel met de aannemelijke melodieën en arrangementen werkte meer optimistisch dan zijn voorganger. Sinds 1995 is ze getrouwd met de Amerikaanse gitarist en producent John Leventhal. Midden jaren 1990 begon Cash te schrijven en publiceerde ze in 1996 een tape met korte verhalen. In deze periode verloor ze ten gevolge van een ziekte tijdelijk haar stem en moest ze derhalve de werkzaamheden aan de cd Rules of Travel onderbreken. De cd kwam pas in 2003 in de handel.
In 2006 verscheen het album Black Cadillac, dat ze wijdde aan haar ouders en haar stiefmoeder June Carter Cash, die allen sinds het uitbrengen van haar laatste cd waren overleden. In deels droevige songs liet ze, beginnend met de dood van haar vader in het titelnummer, herinneringen en taferelen uit hun leven de revue passeren, waaronder de tijd van haar vader als militaire radiotelegrafist (Radio Operator), diens ontmoeting met zijn eerste vrouw Vivian (I Was Watching You) en Johnny Cash' woning met zijn tweede vrouw June in Hendersonville (House on the Lake). Het laatste nummer van de cd bestaat uit 71 seconden stilte voor haar ouders. Beiden overleden op 71-jarige leeftijd.
Eind 2009 bracht Cash haar twaalfde studioalbum The List uit. Volgens haar bevat deze twaalf nummers uit een door haar vader in 1973 aangemaakte, 100 nummers bevattende lijst met de belangrijkste countrysongs. Ze kreeg deze lijst op haar 18e verjaardag. Het album bevat uitsluitend coverversies van onder andere Bruce Springsteen, de Carter Family, Merle Haggard en Bob Dylan. Als gastmuzikanten zijn onder andere Rufus Wainwright, Jeff Tweedy, Bruce Springsteen en Elvis Costello te horen.
Rosanne Cash speelt bij voorkeur het liefst op westerngitaren van het merk Gibson en C.F. Martin.

## Onderscheidingen
- 1985: Grammy Award voor de beste vrouwelijke country-zangpresentatie
- 2015: Drie Grammy Awards voor American Roots voor het album The River & the Thread en de song A Feather’s Not a Bird

## Discografie

### Albums
- 1978: Rosanne Cash (Ariola Records)
- 1979: Right or Wrong
- 1981: Seven Year Ache
- 1982: Somewhere in the Stars
- 1985: Rhythm & Romance
- 1987: King's Record Shop
- 1990: Interiors
- 1993: The Wheel
- 1996: 10 Song Demo (Capitol Records)
- 2003: Rules of Travel (Capitol Records)
- 2006: Black Cadillac (Capitol Records)
- 2009: The List (Manhattan EMI)
- 2014: The River & the Thread (Blue Note Records)
- 2018: She Remembers Everything (Legacy)

### Compilaties
- 1989: Hits 1979–89
- 1995: Retrospective
- 2005: Blue Moons and Broken Hearts: The Anthology 1979-1996
- 2011: The Essential Rosanne Cash (2 cd's)

## Boeken
- Rosanne Cash: Bodies of Water. Hyperion, New York 1996, ISBN 0-7868-6083-9.
- Rosanne Cash; G. Brian Karas (Illustrationen): Penelope Jane: a Fairy’s Tale. Joanna Cotler Books, New York 2000, ISBN 0-0602-7543-X.
- Rosanne Cash (Hrsg.): Songs without Rhyme: Prose by Celebrated Songwriters. Hyperion, New York 2001, ISBN 0-7868-6277-7.